# オドベノケトプス
オドベノケトプス（学名: Odobenocetops）は、新生代第三紀鮮新世において現在のペルー近海に生息していたクジラ類の絶滅した属。

## 特徴

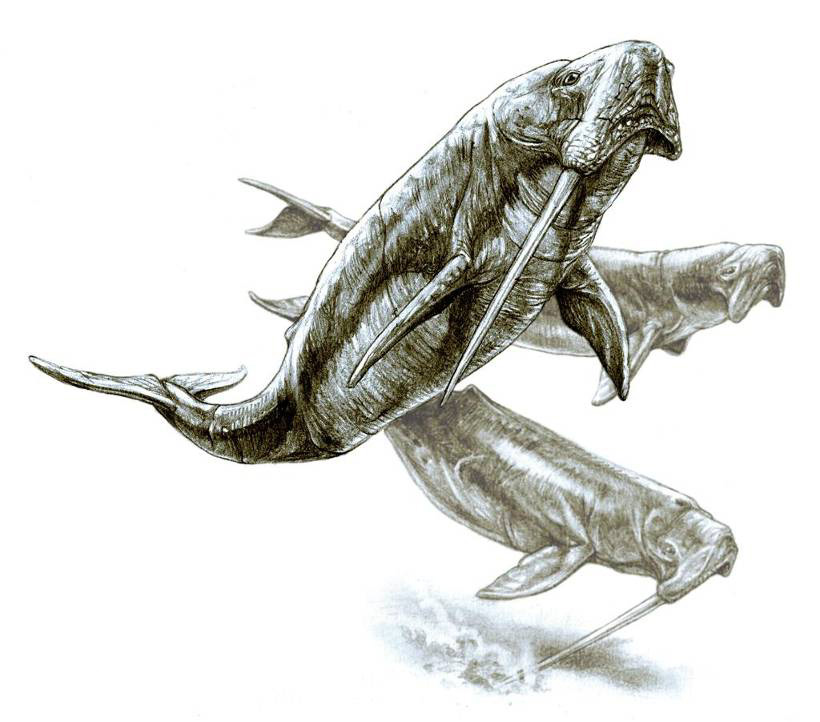
三頭のオドベノケトプス。

体長約3m。外観上もっとも目に付く特徴としては、アシメトリーが異様な、右側のみ1m以上まで長大化した雄の牙が挙げられる。これは現生のイッカクと同様切歯が伸びたものであり、外から見えない部分も合わせると1.3mを超える。しかし、反対側の牙は25cm程度に過ぎなかった。雌は双方の牙は同じ大きさで小さかった。この牙は、雄の性的ディスプレイや現生するセイウチのそれのような海底の餌の捕獲に充用されたと思われる。後者の目的を踏まえて見ると、寸詰まりの顔立ちの類似性もあり収斂進化が見て取れる。ただし、それほど丈夫ではなかったため、防御用の武器とはなり得なかったであろう。体型はずんぐりとしており、それほど速くは泳げなかったと思われる。泳ぐときは牙は胴体の軸に対して平行にしていたと思われる。また上顎近辺の骨には強力な筋肉が付着していた痕跡が見られ、セイウチと同様に上唇はよく動いたと推定される。
頭部の形態はハクジラ類としては異様な外観であり、耳骨がマイルカ上科特有の形質を示していた。当初はそれにも関わらず、オドベノケトプスがクジラである事に同意する研究者は多くはなかった。この属には2種が含まれるが、模試種である O. peruvianus は、吻が短く眼窩は前方へ向いていた。また、鯨蝋（メロン体、ハクジラ類などのエコロケーション器官）は失われていた可能性が指摘されている。おそらくこの種は高周波エコロケーション能力を失った代わりに両眼視で餌を探していたのではないかと推定されている。一方、 O. leptodon は吻がやや長く眼窩は側方へ向いており、頭骨にメロンを収めるスペースが存在していたと推定されている。

## 生態
体型の点からも、他のイルカなどの様に高速で遊泳して魚を捕食するのは難しかったと思われる。おそらく厚い唇で海底の泥の中をあさり、セイウチなどの様に貝類を食べていたと思われる。
外敵としては、メガロドン（カルカロドン・メガロドン）が挙げられる。同じ地層からこのサメの歯の化石が出土しているためである。